# 파주 구 교하면사무소
파주 구 교하면사무소는 대한민국 경기도 파주시에 있는 건축물이다. 2014년 2월 7일 파주시의 향토문화유산 제30호 교하동사무소로 지정되었다가, 2018년 8월 6일 대한민국의 국가등록문화재 제729호로 승격되었다.

## 개요
본 건물은 1956년에 증축된 석조건물로서 당시 관공서 및 학교 등 공공 건축물의 유형을 따르고 있는 석조건물이다. 1953년 정부의 환도와 휴전협정의 성립으로 사회적인 불안전과 혼란이 점차 해소되기 시작하면서 전후복구재건 사업이 시작되었고 UN의 전후복구재건사업 원조계획이 본격화되면서 UNKRA(UN 한국부흥재건단)가 설치되었다. 이 기구를 통하여 주택 건설 사업을 위시하여 각종 산업생산 시설의 복구와 건설 등을 원조 지원하게 됨에 따라 공공 건축물 또한 증축되었다.
규모는 지상 2층 연면적 1356.46㎡으로 명면은 장방형이며, 내부 후면 중앙에 계단실을 두었다. 내부는 현재 천장을 포함, 많은 부분이 보수를 거쳐 변형이 이루어졌으나, 초기 구성을 유추해보면 전체를 삼분하여 중앙에 현관을 두고 좌우대칭을 이루도록 구성하고 우진각지붕으로 올렸던 것으로 추정된다. 현관 포치 또한 개조되었으나 진입방식은 원래의 형식을 유지하고 있는 것으로 보인다. 전체적으로 변형된 부분이 상당하여 원형을 잃은 상태이므로 문화재적 가치가 낮다고 볼 수 있으나 그보다 한 시대의 모습을 기록하고 있는 기록물로서 본다면 충분히 보존할 가치가 있다.
실제로 이와 같은 유형의 공공 건축물은 이미 대다수가 멸실되어 사례가 드물게 남은 실정이고, 건물이 가지고 있는 시대적 배경과 건축적 특징은 역사 자료로서 의미를 가지므로 향후 향토사적 가치는 증대될 것으로 생각된다. 또한 변형부에도 원형을 추정할 수 있는 흔적이 상당수 남아있고 고증에 참고할 수 있는 사진 등이 남아있는 시기이므로 향후 원형복원은 가능할 것으로 판단된다.

## 향토유적 지정사유
1950년대 석조건물로서 당시 관공서 및 학교 등 공공건축물의 유형을 따르고 있다. 건립 이후 수선 및 증축으로 부분 원형을 잃은 상태이다. 현재까지 주민센터로 사용 중이며, 1층은 민원실 등 사무실, 2층은 동장실과 회의실 등으로 사용되고 있다.

## 등록문화재 승격사유
한국전쟁 이후인 1957년에 건립된 관공서 건물로서 외벽에 석재를 이용하여 마감한 건축방법 등은 당시의 건축적 상황을 보여주고 있다. 또한 정면 현관 상부를 동물문양과 무궁화 문양으로 장식 처리한 것이 특징적이다

## 갤러리

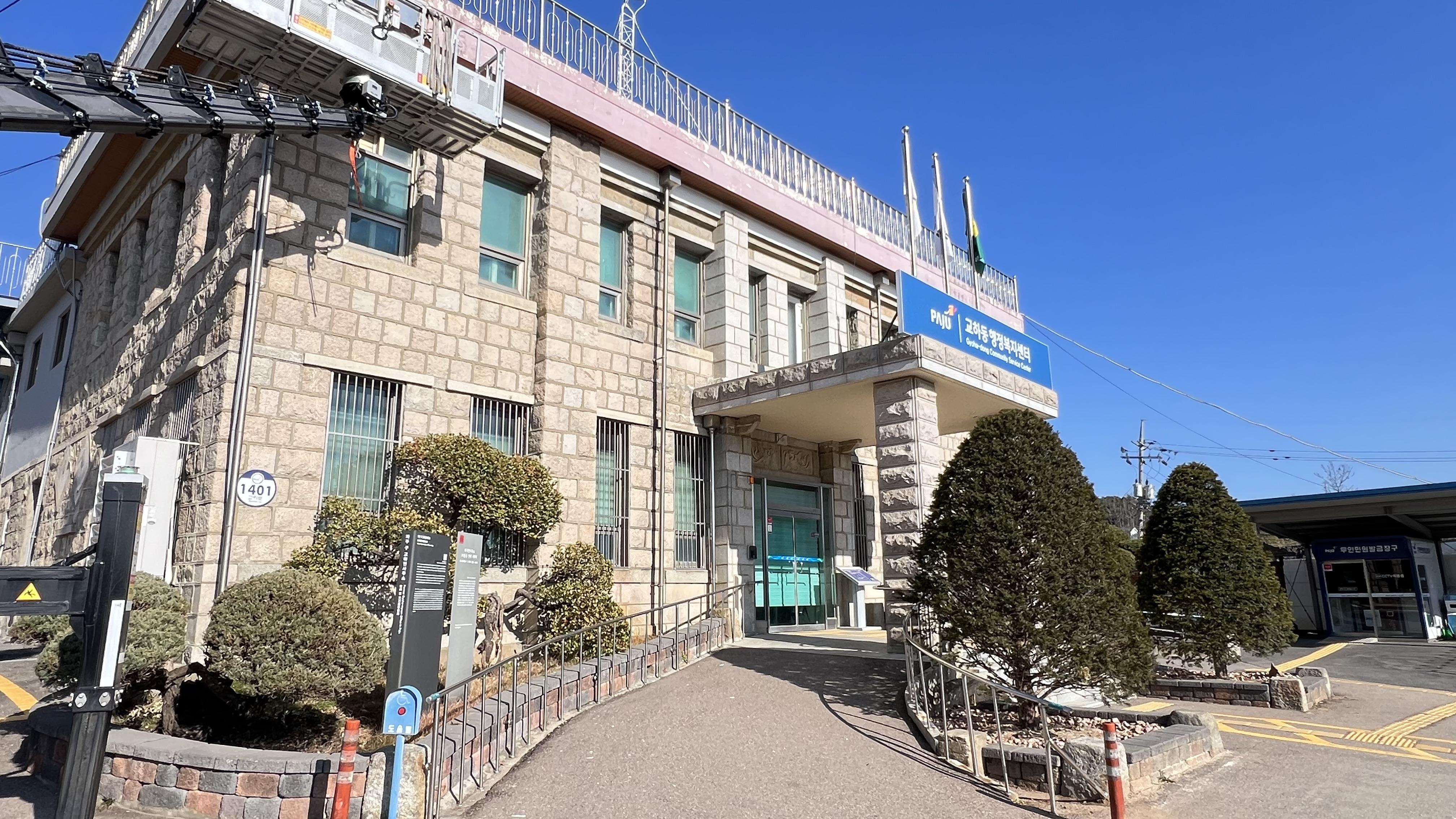
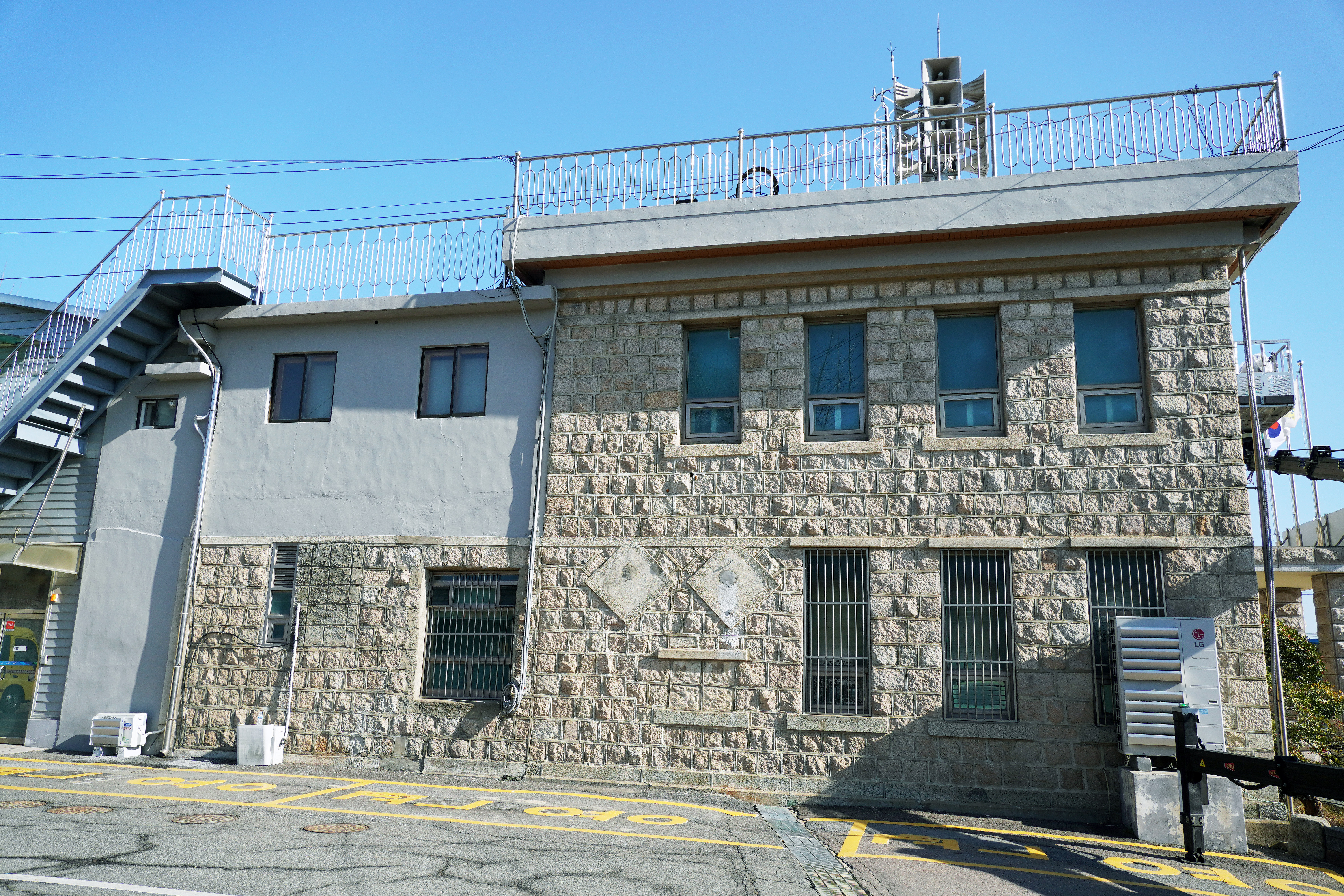
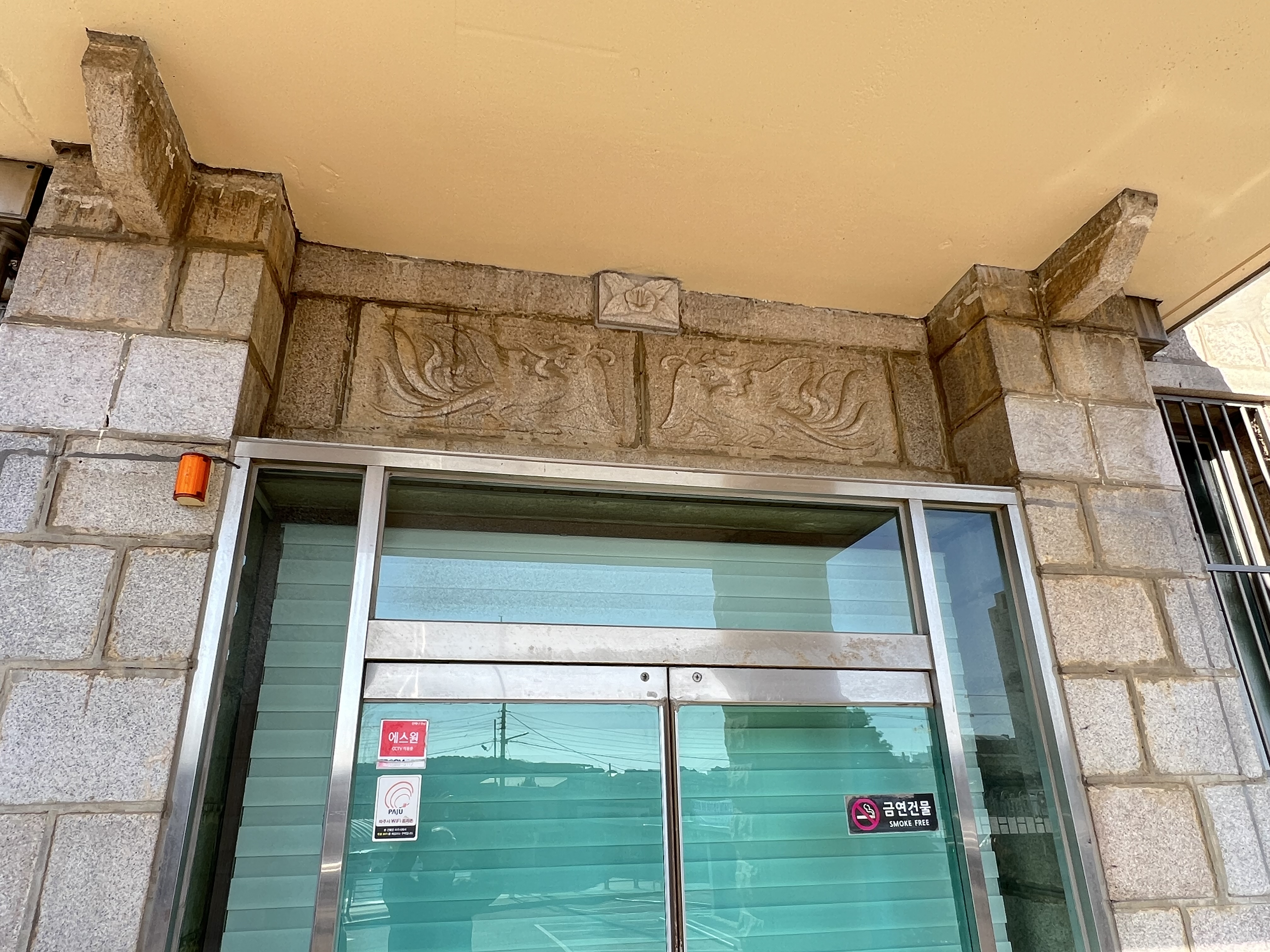

## 참고 자료
파주 구 교하면사무소 - 국가유산청 국가유산포털